# Noel Blanc
Noel Blanc, detto Barton (Los Angeles, 19 ottobre 1938), è un doppiatore statunitense. Attualmente in pensione, è il figlio dello storico doppiatore di cartoni animati Mel Blanc.

## Primi anni di vita e carriera
Noel Blanc è nato il 19 ottobre 1938 a Los Angeles, California. È il figlio del doppiatore Mel Blanc e per tutta l'infanzia e la prima età adulta Noel ha lavorato con suo padre sulle voci dei Looney Tunes in modo che, se Mel Blanc alla fine dovesse morire o andare in pensione, Noel potesse prendere il posto di suo padre. Nel 1961, Noel eseguì alcune delle voci di Mel, non accreditate, quando Mel rimase ferito in un incidente d'auto. Dopo la morte di suo padre, Noel ha doppiato Elmer Fudd (un personaggio che originariamente era il ruolo di Arthur Q. Bryan che Mel ha ereditato dopo la morte di Bryan e occasionalmente durante la vita di Bryan), Taz, Porky Pig e altri personaggi in Tiny Toon Adventures; fu uno dei numerosi successori di suo padre subito dopo la morte di Mel, altri tra cui Jeff Bergman, Joe Alaskey e Greg Burson. La Warner Bros. aveva diviso i vari ruoli di doppiaggio per impedire a nessuno di loro di essere un unico successore.
Il 29 gennaio 1962, Noel e suo padre Mel fondarono la Blanc Communications Corporation, una società di media che rimane operativa. Insieme, hanno prodotto oltre 5000 annunci di servizio pubblico e spot pubblicitari, apparendo con Kirk Douglas, Lucille Ball, Vincent Price, Phyllis Diller, Liberace e The Who. Il figlio di Kirk Douglas, Joel Douglas, è stato uno dei dirigenti della Blanc Communications Corporation e ha contribuito a sviluppare e produrre spot pubblicitari.

## Vita privata
Noel Blanc si è sposato tre volte. La prima volta fu con Larraine Zax nel 1967, poi hanno divorziato nel 1972. Ha poi sposato l'attrice Martha Smith nel 1977, e il matrimonio è durato nove anni fino al loro divorzio nel 1986. Ha sposato la sua terza moglie Katherine Hushaw ai Warner Bros. Studios il 3 giugno 1998.
Nel febbraio 1991, Blanc è stato ferito quando il suo elicottero personale si è scontrato con un piccolo aereo sopra l'aeroporto di Santa Paula. Altre due persone sono rimaste ferite, tra cui Kirk Douglas, e due persone nell'aereo sono rimaste uccise. Blanc ha subito fratture multiple alla gamba destra, cinque costole rotte, e un polmone e un rene contusi. È stato portato al reparto di terapia intensiva dell'ospedale di Santa Paula.